# Maestu
Maestu (oficialmente Maeztu/Maestu) es un concejo  y la capital del municipio de Arraya-Maestu, en la provincia de Álava. 

## Geografía
El concejo se encuentra 25 km al sureste de la ciudad de Vitoria, en la parte central de la provincia de Álava (España). El pueblo se encuentra junto a la carretera A-132 que une Vitoria con la localidad navarra de Estella.
El concejo forma parte del valle de Arraya, del que ha sido tradicionalmente la villa de cabecera.
|                  | Norte: Alecha             |                            |
| Oeste: Apellániz |                           | Este: San Vicente de Arana |
|                  | Sur: San Román de Campezo |                            |

## Despoblado
Forma parte del concejo el despoblado de:
- Gesalba.[1]
- Zalmadura.[2]

## Historia

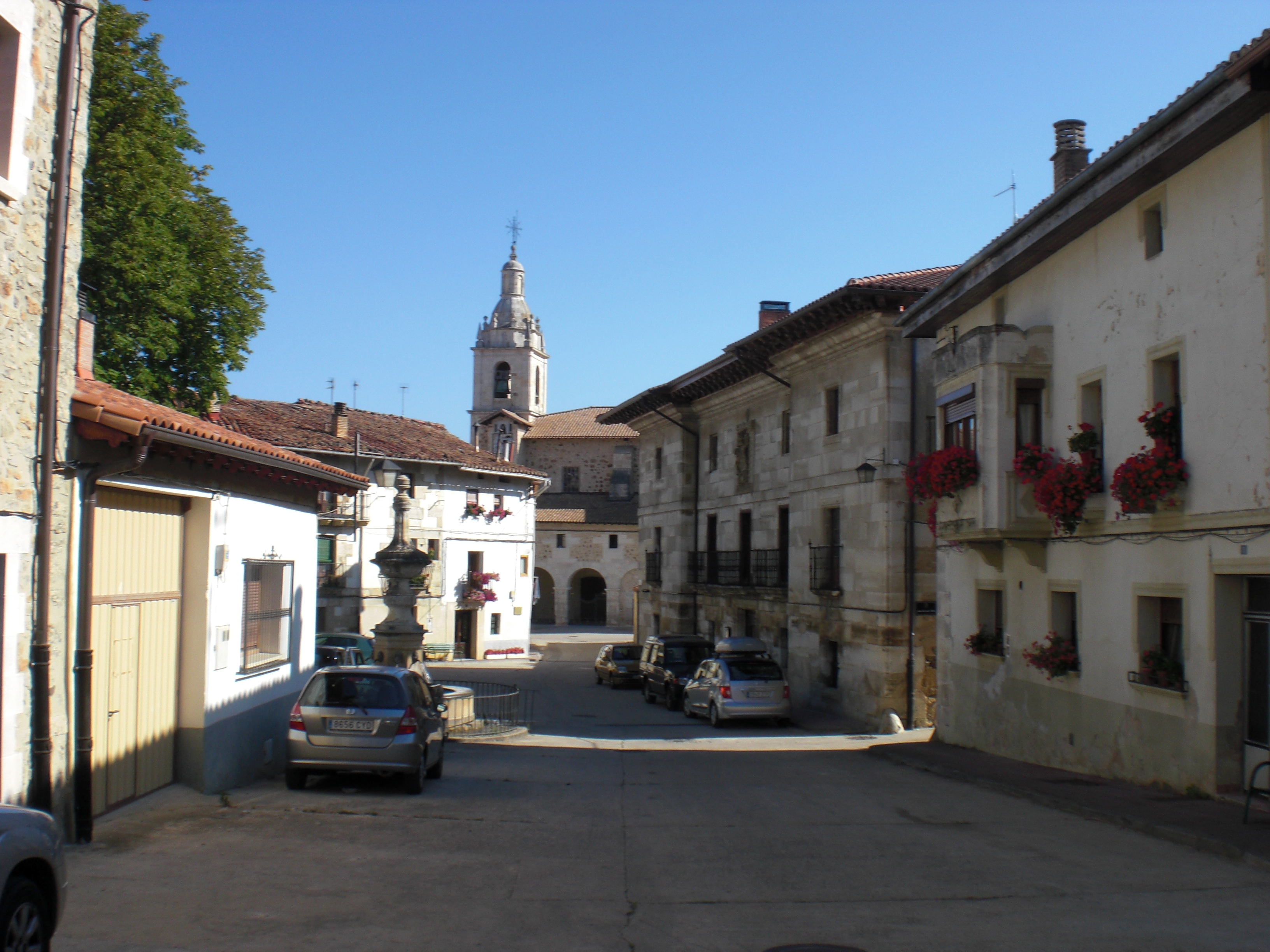
Calle Mayor de Maestu

En Maestu se cruzaban los caminos que comunicaban Vitoria, Estella, La Rioja y Guipúzcoa, debido a lo cual había varias posadas en el pueblo. Ello hizo que Maestu creciera demográficamente entre los siglos XVI y XVIII, algo que no ocurrió en los otros pueblos del valle de Arraya y que marcó la preeminencia de esta villa en Arraya. En 1786 contaba con 64 vecinos.
Hacia mediados del siglo XIX, el lugar, por entonces cabecera del ayuntamiento de Arraya, tenía contabilizada una población 339 habitantes. Aparece descrito en el undécimo volumen del Diccionario geográfico-estadístico-histórico de España y sus posesiones de Ultramar de Pascual Madoz con las siguientes palabras:

MAESTU: v. cab. del ayunt. de Arraya, en la prov. de Alava (á Vitoria 4 leg.), part. jud. de Salvatierra (2 1/2), aud. terr. de Burgos (24), c. g. de las Provincias Vascongadas, dióc. de Calahorra (12): sit. en llano, con clima templado, combatido de los vientos N., S. y SO. Tiene 79 casas de regular construccion que forman calles mal alineadas, casa de conc., escuela de ambos sexos dotada con 30 fan. de trigo y varios réditos de un censo; igl. parr. dedicada á la Sta. Cruz y servida por 3 beneficiados, uno de ellos con titulo de cura, de nombramiento del ordinario y aquellos de presentacion del cabildo que nombra tambien al sacristan; en la sacristía existe el archivo del valle y hermandad de Arraya, bajo la custodia del párroco, alcalde y procurador síndico: hay 2 ermitas bajo la advocacion de San Martin y Ntra. Sra. del Campo: esta última del tiempo de los godos: el cementerio se halla fuera de la pobl. y en parage que no perjudica á la salud pública. Los vec. se surten para beber y demas usos de varios pozos que hay en algunas casas y de las fuentes y r. Ega que cruza el term. Confina N. Alecha; E. Sabando; S. Corres, y O. Apellaniz; dentro de su circunferencia existe un monte robledal. El terreno aunque vario, es generalmente de mala calidad y poco fértil; le atraviesa el espresado r. que tiene un puente de piedra titulado de San Juan: hay otros 4 tambien de piedra junto á las ferr. caminos: esta v. es crucero de Vitoria á Navarra y de Guipúzcoa a Logroño. correos: se ha establecido últimamente una cartería que recibe la correspondencia de Vitoria los sábados y martes, distribuyéndose luego á varios ayunt. limítrofes. prod.: trigo y otros granos y frutas: cría ganado vacuno, lanar y caballar; caza de liebres, perdices y palomas, y pesca de truchas. ind.: ademas de la agricultura hay un molino harinero, 3 posadas, 2 taernas, 6 tiendas, sastres, zapateros, etc., y 4 ferr. pobl.: 67 vec., 339 alm. riqueza y contr.: con su ayunt. (V.)
(Madoz, 1846, p. 205)

En 1958 el municipio de Arraya absorbió los de Apellániz y Laminoria y pasó a denominarse Maestu, debido a que esta población era la capital del nuevo municipio. En 1987 el municipio cambió su nombre por Arraya-Maestu, nombre que posee hasta el presente. En 2022, la entidad singular de población tenía empadronados 335 habitantes y el núcleo de población, 331.

## Demografía
| Gráfica de evolución demográfica de Maestu entre 2000 y 2017 |
|                                                              |
| Población de derecho según los censos de población del INE.  |

## Cultura

### Monumentos

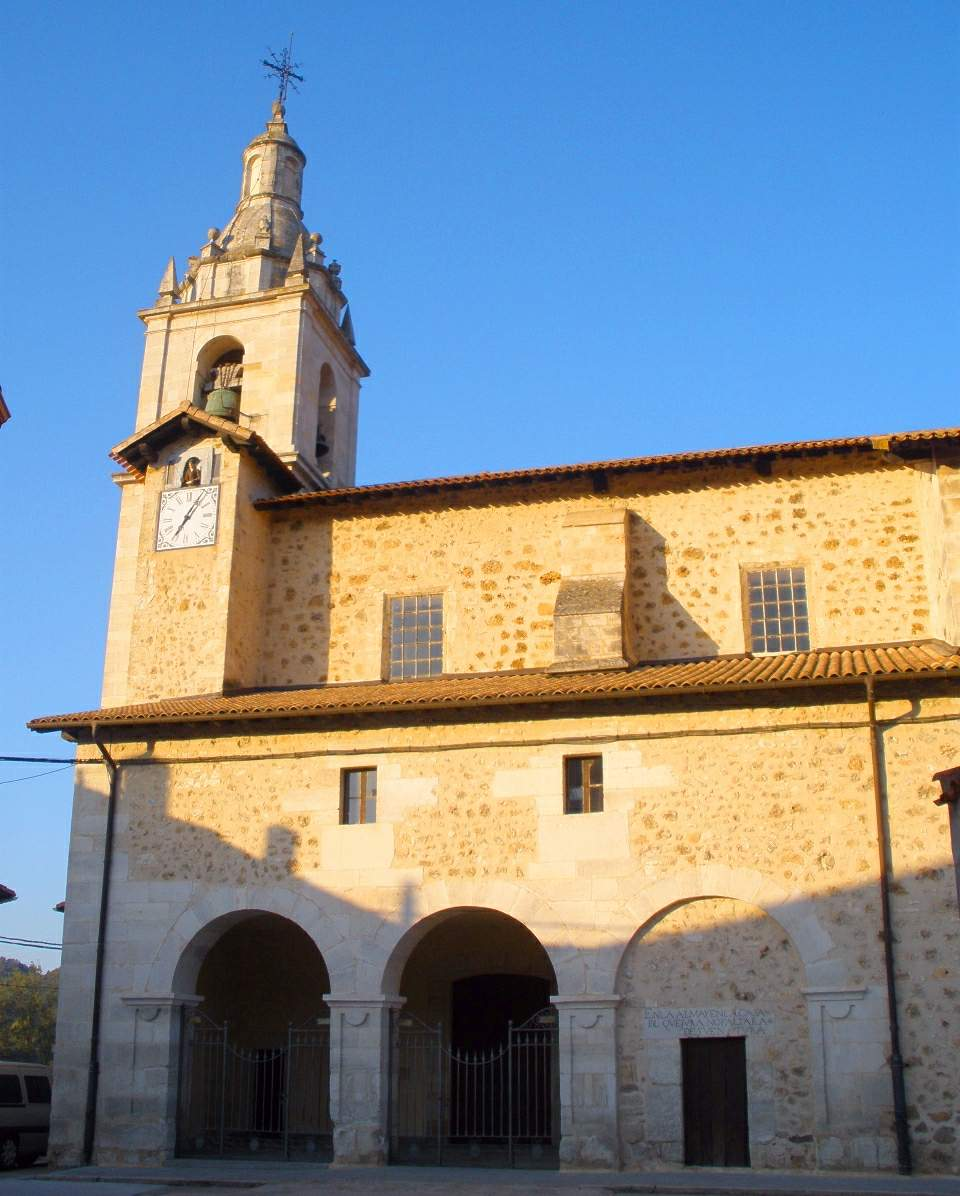
Vista de la iglesia de la Invención de la Santa Cruz

Iglesia parroquial de la Invención de la Santa Cruz, construida en la segunda mitad del siglo XV y ampliada posteriormente en el siglo XVII. Posee en su torre un curioso reloj con una figura animada tallada llamada "Papamoscas", esta figura mueve su mano ataviada con una batuta dando las horas en punto y en las medias. En las horas en punto mueve el brazo en sentido vertical tantas veces como sea la hora, en las medias sólo lo mueve una vez acompañado de señal acústica.
La Iglesia tiene un pórtico de sillería con tres arcos construido en el año 1778; dos con decoración rehundida y el restante con tapiado e inscripción cubiertos por bóveda en dos tramos. La portada tiene un arco con molduras. La base de la iglesia tiene forma de cruz latina del siglo XV y que en los siglos XVIII y XIX. fue ampliada. La cabecera se completa con una cúpula adornada con rosetas y cruces entre otros símbolos religiosos. En resto de la nave cuenta con tramos de bóveda cruzada adornada con los escudos de los Gaona-Rojas entre otros. El retablo mayor está dedicado a Santa Elena, que en una mano sostiene un libro y en la otra la Santa Cruz, le acompañan en los laterales imágenes de San Nicolás y San Juan. En los primeros bancos se pueden ver las imágenes de San Pablo y San Pedro, en la parte más alta tres imágenes del Calvario adornadas con un relieve del Padre Eterno. San José y la Inmaculada Concepción son los protagonistas de los retablos laterales. En la parte derecha de la nave hay un retablo a San Adrián, patrón del pueblo. EN el lado contrario la imagen del Calvario. En la parte baja se encuentra un sarcófago de cristal con el cuerpo de Jesús además de varias pinturas y cuadros. El baptisterios con una pila bautismal de mármol, la sacristía y el coro rematan el conjunto eclesiástico.
También en las afueras Maestu junto a la carretera que va a Apellániz se encuentra la ermita románica de la Virgen del Campo, antes dedicada a Santa Eufemia. En el año 1778 la ermita de la Virgen del Campo fue derruida y trasladaron la imagen de la virgen a la ermita de Santa Eufemia. Desde ese momento fue oficial el cambio de nombre y se dedicó a la Virgen del Campo. Esta ermita románica data del siglo XIII, su planta es rectangula con dos ventanales, arquivoltas y canecillos, tiene cornisas apeadas en breves canes adornados con diferentes motivos, su ábside es recto y su nave la cubre una bóveda de medio cañón. La portada está construida en cuatro arcos apuntados y decoradas. La espadaña que sujeta la campana está coronada por una cruz.
En el centro de la villa frente al Palacio de Samaniego situado en la Playa Mayor se encuentra la Fuente de los Ocho Caños. Esta fuente fue construida en el año 1865 en piedra, tiene forma octogonal y labrada que se delimita por una verja con puertas giratorias. Dispone de ocho caños que emanan agua de forma continua.

### Festividades
Entre las fiestas que tiene el pueblo cabe destacar la Cruz del pañuelo, que se celebra el primer fin de semana de mayo y que según la tradición las mozas casaderas del pueblo bordan un pañuelo con símbolos de la pasión, después de su bendición se va en romería popular hasta la Cruz (situada en la parte más alta del pueblo) y la persona más anciana del pueblo cuelga de la cruz dicho pañuelo.
Otras festividades que se celebran son San Adrián en junio y San Cristóbal. En San Cristóbal se saca al santo de la hornacina que preside el pueblo y se lleva a la Iglesia para que sea testigo de la bendición por parte del párroco del pueblo de los vehículos que en romería se acercan engalanados en una comitiva.

## Dotación
El concejo concentra la mayor parte de los servicios sociales del municipio de Arraya-Maestu. No sólo se encuentra aquí el ayuntamiento; también está el consultorio médico, un colegio público y una biblioteca pública. También tiene Maestu un centro de cultura popular y el Instituto de Desarrollo Rural CEDER. En cuanto al equipamiento deportivo, en Maestu se encuentra el complejo deportivo y parque de Zumalde. El pueblo tiene también frontón y bolera.